# Các điều khoản Hợp bang
Các điều khoản Hợp bang (tiếng Anh: Articles of Confederation and Perpetual Union thông thường được gọi là Articles of Confederation) là hiến pháp định chế của liên hiệp gồm 13 tiểu quốc độc lập và có chủ quyền với cái tên chung là "Hoa Kỳ." Việc thông qua các điều khoản này (được đề nghị vào năm 1777) được hoàn thành vào năm 1781, chính thức kết hợp các tiểu quốc nhỏ bé này thành "Hiệp chúng quốc Hoa Kỳ" với một chính quyền liên hiệp. Dưới các điều khoản này, các tiểu quốc này vẫn giữ lại tất cả các chức năng chính quyền mà họ chưa chịu từ bỏ để giao lại cho chính quyền trung ương.
Bản thảo cuối cùng của Những Điều khoản được viết vào mùa hè năm 1777 và được Đệ nhị Quốc hội Lục địa phê chuẩn vào ngày 15 tháng 11 năm 1777 tại York, Pennsylvania sau một năm thảo luận. Trên thực tế thì bản thảo cuối cùng của Những Điều khoản đã được quốc hội sử dụng như hệ thống trên thực tế của chính phủ liên hiệp cho đến khi nó trở thành hợp pháp vào lúc được thông qua vào ngày 1 tháng 3 năm 1781. Những Điều khoản đã ấn định ra các luật lệ để điều hành liên hiệp các tiểu quốc mà sau này thành Hiệp chúng quốc Hoa Kỳ. Liên hiệp này có khả năng gây chiến, thương lượng những thỏa ước ngoại giao, và giải quyết các vấn đề có liên quan đến các lãnh thổ nằm về phía tây; liên hiệp này không thể đúc tiền (mỗi tiểu quốc có đồng tiền riêng của mình) hoặc không thể mượn tiền cho dù mượn ở trong hay ngoài Hiệp chúng quốc. Một yếu tố quan trọng trong Những Điều khoản này là Điều khoản XIII quy định rằng "các quy định của chúng phải được mọi tiểu bang thi hành triệt để" và "Liên hiệp sẽ mãi là vĩnh viễn".
Những Điều khoản này được các đại biểu được tuyển chọn từ các tiểu quốc của Đệ nhị Quốc hội Lục địa viết ra trong một hoàn cảnh cần thiết để có được "một kế hoạch liên hiệp nhằm bảo vệ nền tự do, chủ quyền và độc lập của Hiệp chúng quốc." Mặc dù nó đóng góp một vai trò quan trọng trong sự chiến thắng của cuộc Chiến tranh Cách mạng Mỹ nhưng một nhóm nhà cải cách, được biết đến như là những người theo chủ nghĩa liên bang, cảm nhận rằng Những Điều khoản này thiếu những quy định cần thiết cho một chính phủ đủ hiệu quả. Đó chính là lý do chính dẫn đến việc chính thể liên bang được người ta tìm cách mang ra để thay thế chính thể liên hiệp. Lập luận chính yếu của những người ủng hộ một chính phủ trung ương mạnh hơn là rằng chính phủ liên hiệp thiếu thẩm quyền thu thuế và vì vậy chính phủ này phải yêu cầu đóng góp quỹ từ các tiểu quốc. Cũng như một số nhóm theo chủ nghĩa liên bang khác thì muốn một chính phủ mà có thể áp đặt các sắc thuế đồng bộ, quyền ban phát đất đai, và nhận trách nhiệm trả nợ chiến tranh còn thiếu. Một lập luận khác chống đối Các điều khoản Hợp bang là rằng chúng không giải quyết được tình trạng mất cân bằng giữa các tiểu quốc lớn và nhỏ trong tiến trình đưa ra quyết định ở ngành lập pháp. Vì hệ thống một tiểu quốc một phiếu bầu sơ đẳng nên các tiểu quốc lớn hơn được trông mong đóng góp nhiều hơn nhưng cũng chỉ được có một phiếu bầu. Các điều khoản Hợp bang được thay thế bởi Hiến pháp Hoa Kỳ.

## Bối cảnh
Sự cấp bách mang tính chính trị đối với các thuộc địa gia tăng sự hợp tác bắt đầu kể từ khi có các cuộc chiến tranh giữa người bản thổ Mỹ và Pháp trong nữa thập niên 1750. Sự khởi đầu của cuộc Chiến tranh Cách mạng Mỹ vào năm 1775 đã lôi kéo những thuộc địa khác nhau hợp tác trong nỗ lực ly khai khỏi Đế quốc Anh. Đệ nhị Quốc hội Lục địa bắt đầu vào năm 1775 đã hành động như bộ phận liên hiệp để điều hành cuộc chiến. Quốc hội đệ trình Những Điều khoản này cho các tiểu quốc thông qua vào năm 1777 trong lúc tiến hành cuộc Chiến tranh Cách mạng Mỹ chống Vương quốc Anh.

## Sự phê chuẩn
Quốc hội Lục địa bắt đầu tiến hành phê chuẩn Những Điều khoản vào năm 1777:
Tài liệu này đã không thể chính thức trở thành có hiệu quả cho đến khi nó được phê chuẩn bởi tất cả mười ba thuộc địa. Tiểu bang đầu tiên phê chuẩn tài liệu này là Virginia vào ngày 16 tháng 12 năm 1777. Tiến trình thông qua tài liệu này bị kéo lê trong khoảng mấy năm vì bị một số tiểu bang từ chối phê chuẩn khi họ bị bắt buộc phải hủy bỏ tuyên bố chủ quyền trên các vùng đất ở phía tây. Maryland là tiểu bang cuối cùng không chịu phê chuẩn cho đến khi Virginia và New York đồng ý nhân nhượng tuyên bố chủ quyền của họ tại thung lũng sông Ohio. Hơn ba năm trôi qua trước khi Maryland phê chuẩn những điều khoản vào ngày 1 tháng 3 năm 1781.

## Tóm tắt những điều khoản
Mặc dù Các điều khoản Hợp bang và Hiến pháp Hoa Kỳ được nhiều người tương tự xây dựng nên nhưng hai tài liệu rất khác nhau. Các điều khoản Hợp bang gốc dài năm trang gồm có 13 điều khoản, một kết luận, và một phần dành cho chữ ký. Danh sách sau đây gồm có những tóm tắt ngắn gọn cho mỗi điều khoản trong 13 điều khoản.
1. Thiết lập tên của liên hiệp là "Hiệp chúng quốc Hoa Kỳ."
2. Khẳng định quyền của các tiểu bang trên quyền của chính phủ liên hiệp. Thí dụ "mỗi tiểu bang vẫn giữ chủ quyền, sự tự do và độc lập của mình, và mọi quyền lực, phạm vi quyền hạn, và quyền lợi mà không thuộc quyền đặc biệt của chính phủ liên hiệp."
3. Thiết lập Hiệp chúng quốc Hoa Kỳ như một hiệp hội gồm các tiểu bang thống nhất". . . vì lý do phòng vệ chung, bảo toàn sự tự do và phúc lợi tổng thể và hỗ tương của nhau, gắn kết với nhau để giúp đỡ nhau, cùng nhau chống lại mọi lực lượng chia rẽ hay tấn công họ. . . ."
4. Xây dựng phong trào tự do–mọi người có thể đi lại tự do giữa các tiểu bang, trừ "người nghèo, giang hồ và những kẻ đào phạm." Tất cả mọi người đều được hưởng quyền lợi mà tiểu bang họ đi đến đã lập ra. Nếu ai gây ra tội ác tại một tiểu bang và bỏ trốn sang tiểu bang khác thì người đó sẽ bị dẫn độ về và bị xử tội tại nơi tiểu bang mà họ gây án.
5. Dành cho mỗi tiểu bang một phiếu bầu tại Quốc hội Liên hiệp. Một tiểu bang có thể có một đoàn đại biểu từ 2 đến 7 thành viên. Các thành viên của quốc hội được bổ nhiệm bởi ngành lập pháp của tiểu bang; các cá nhân không thể phục vụ hơn 3 năm trong mỗi 6 năm.
6. Chỉ có chính phủ trung ương mới được phép tiến hành quan hệ ngoại giao và tuyên chiến. Không tiểu bang nào có thể lập hải quân, quân đội hiện dịch hoặc tiến hành chiến tranh mà không được phép của quốc hội (mặc dù dân quân của tiểu bang được khuyến khích).
7. Khi một quân đội được thành lập vì lý do tự vệ chung thì các đại tá và các cấp bậc quân sự khác dưới cấp đại tá sẽ do ngành lập pháp tiểu bang đề bạt.
8. Chi tiêu của Hiệp chúng quốc sẽ được trả bằng ngân quỹ do lập pháp các tiểu bang quyên góp và nguồn quỹ này được tính theo tỉ lệ của từng tiểu bang dựa trên giá trị bất động sản.
9. Ấn định quyền lực của chính phủ trung ương: tuyên chiến, ấn định về đo lường (gồm có tiền tệ), và quốc hội phục vụ như tòa án sau cùng đối với những vụ tranh chấp giữa các tiểu bang.
10. Ấn định một Hội đồng Liên hiệp đóng vai trò như một chính phủ khi quốc hội không trong phiên họp.
11. Cần có 9 tiểu bang đồng thuận để chấp nhận một tiểu bang mới gia nhập vào liên hiệp; chấp thuận trước Canada nếu như Canada xin phép gia nhập.
12. Tái xác nhận rằng liên hiệp chấp nhận tiền nợ chiến tranh mà quốc hội chi dùng trước khi có Các điều khoản Hợp bang.
13. Tuyên bố rằng Những Điều khoản là vĩnh viễn, và chỉ có thể thay đổi khi được quốc hội chấp thuận và được tất cả các ngành lập pháp ở tất cả các tiểu bang phê chuẩn.

Vì đang còn chiến tranh với Vương quốc Anh, những người thực dân đã không muốn thiết lập một chính phủ quốc gia khác mạnh hơn. Đố kị nhau về vấn đề bảo vệ nền độc lập mới của mình nên các thành viên của Quốc hội Lục địa đã xây dựng nên một quốc hội độc viện lỏng lẻo để bảo vệ nền tự do cho từng tiểu bang riêng biệt, chớ không phải là toàn thể một khối thống nhất các tiểu bang. Thí dụ, trong khi kêu gọi quốc hội ra quyết định về chính sách tiền tệ và tuyển quân, Các điều khoản Hợp bang đã không cho ra một cơ chế nào để cưỡng bách các tiểu bang tuân thủ lệnh tuyển quân hoặc quyên góp tiền quỹ. Có những lúc, điều này đã làm cho quân đội nằm trong hoàn cảnh bất ổn như George Washington có viết trong một bức thư gởi thống đốc Massachusetts là John Hancock vào năm 1781.

## Kết thúc chiến tranh
Hiệp định Paris (1783) kết liễu sự thù địch với Vương quốc Anh nhưng làm suy giảm quyền lực của quốc hội trong nhiều tháng vì có nhiều đại biểu từ các tiểu bang không đến dự các buổi họp của quốc hội. Tuy nhiên quốc hội không có thực lực để bắt buộc họ tham dự các buổi họp. Viết thư cho George Clinton vào tháng 9 năm 1783, George Washington phàn nàn:
Quốc hội đã chưa đi đến quyết định tôn trọng lực lượng thời bình hay không và tôi cũng không thể biết được là khi nào họ sẽ quyết định. Vừa qua tôi đã có một cuộc họp với một ủy ban về vấn đề này và tôi đã lập lại ý kiến của tôi, nhưng xem ra không có đủ đại biểu để thảo luận các vấn đề trọng đại của quốc gia.

## Chức năng
Các điều khoản Hợp bang giúp quốc hội điều hành Quân đội Lục địa, và cho phép 13 tiểu bang hợp thành một mặt trận thống nhất khi đối phó với các thế lực châu Âu. Tuy nhiên với vai trò là công cụ để xây dựng một chính phủ trung ương thời chiến thì chúng hoàn toàn là một sự thất bại: Sử gia Bruce Chadwick viết:
George Washington là một trong những người đầu tiên cổ võ cho một chính phủ liên bang mạnh mẽ.  Quân đội gần như bị giải tán trong nhiều lần suốt những mùa đông chiến tranh vì sự yếu kém của Quốc hội Lục địa.... Những đại biểu quốc hội không thể tuyển quân và phải gởi yêu cầu tuyển quân chính quy và dân quân đến các tiểu bang.  Quốc hội có quyền ra lệnh sản xuất và mua quân dụng cho binh sĩ, nhưng không thể bắt buộc bất cứ ai thật sự cung cấp quân dụng và quân đội gần như bị bỏ đói trong mấy mùa đông chiến tranh.

Vì chiến tranh du kích là một chiến thuật hiệu quả trong một cuộc chiến chống Đế quốc Anh nên một chính phủ trung ương được cho là không cần thiết để giành độc lập. Cùng lúc đó, Quốc hội Lục địa nhận lấy tất cả trách nhiệm cố vấn, và được George Washington lưu ý khi chỉ huy quân đội. Có thể nói rằng chính phủ thực sự đã hoạt động theo thể thức của một chính phủ liên bang trong suốt thời chiến và vì vậy đã che giấu những vấn đề mà Những Điều khoản hạn chế cho đến khi chiến tranh kết thúc
Theo Những Điều khoản, Quốc hội có thể quyết định, nhưng không có quyền lực để bắt thực thi nghiêm túc. Có một điều kiện nhất thiết là phải được nhất trí chấp thuận trước khi Những Điều khoản này có thể được sửa đổi. Vì phần lớn việc làm luật xảy ra ở các tiểu bang cho nên chính phủ trung ương cũng bị giới hạn về quyền lực.
Quốc hội bị từ chối quyền áp đặt thuế: nó chỉ có thể xin tài chính từ các tiểu bang. Các tiểu bang thông thường không bao giờ đáp ứng đầy đủ lời thỉnh cầu xin tài chánh, khiến cho Quốc hội Lục địa và Quân đội Lục địa thường xuyên bị thiếu hụt ngân quỹ. Quốc hội cũng bị từ chối quyền lực quy định về thương mại. Kết quả là các tiểu bang tiếp tục kiểm soát chính sách thương mại của mình. Các tiểu bang và cả quốc hội đều mắc nợ trong suốt cuộc chiến tranh. Cách làm sao để trả nợ đã trở thành một vấn đề lớn sau chiến tranh. Có một số tiểu bang đã trả xong tiền nợ của họ; tuy nhiên những người theo chủ nghĩa trung ương tập quyền muốn rằng chính phủ liên hiệp phải nhận lấy trách nhiệm hết số tiền nợ của các tiểu bang.
Tuy nhiên, Quốc hội Lục địa đã thực hiện được hai động thái có tác dụng lâu dài. Sắc lệnh về đất đai năm 1785 đã tạo ra các điều khoản nói về quyền tư hữu và thị sát tổng thể đất đai. Nó được sử dụng trong suốt thời kỳ mở rộng lãnh thổ Mỹ sau này. Sắc lệnh Tây Bắc năm 1787 đã ghi nhận thỏa thuận của 13 tiểu bang ban đầu là từ bỏ việc tuyên bố chủ quyền đất đai nằm về phía tây, giúp mở đường cho các tiểu bang mới gia nhập liên hiệp.
Khi cuộc chiến kết thúc thắng lợi, phần lớn Quân đội Lục địa bị giải tán. Một lực lượng quốc gia nhỏ được duy trì để giữ các tiền đồn biên giới và bảo vệ chống các cuộc tấn công của người bản thổ Mỹ. Trong lúc đó, mỗi tiểu bang lại có một quân đội riêng (hoặc dân quân), và 11 trong số các tiểu bang có lực lượng hải quân. Những lời hứa thời chiến tranh về việc trao giải thưởng và ban phát đất đai vì phục vụ trong quân đội đã không được đáp ứng. Năm 1783, George Washington đã xoa dịu được một âm mưu phản loạn ở Newburgh, New York nhưng những vụ náo loạn của các cựu chiến binh Pennsylvania không được trả lương buộc Quốc hội tạm thời rời thành phố Philadelphia.

## Chủ tịch quốc hội
Danh sách sau đây là những người đã lãnh đạo Quốc hội Lục địa dưới Các điều khoản Hợp bang với tư cách là chủ tịch quốc hội. Theo Những Điều khoản, chủ tịch là một viên chức cầm quyền tại quốc hội, nắm giữ nội các (Hội đồng Liên hiệp) khi quốc hội không nhóm họp, và thực hiện các chức năng hành chánh khác. Tuy nhiên ông ta không phải là một viên chức hành chánh trưởng như các Tổng thống Hoa Kỳ sau này đã và đang làm. Tất cả những phận sự mà chủ tịch thực hiện là nằm dưới sự quản lý và phục vụ quốc hội.
- Samuel Huntington (1 tháng 3 năm 1781– 9 tháng 7 năm 1781)
- Thomas McKean (10 tháng 7 năm 1781–4 tháng 11 năm 1781)
- John Hanson (5 tháng 11 năm 1781– 3 tháng 11 năm 1782)
- Elias Boudinot (4 tháng 11 năm 1782– 2 tháng 11 năm 1783)
- Thomas Mifflin (3 tháng 11 năm 1783– 31 tháng 10 năm 1784)
- Richard Henry Lee (30 tháng 11 năm 1784– 6 tháng 11 năm 1785)
- John Hancock (23 tháng 11 năm 1785– 29 tháng 5 năm 1786)
- Nathaniel Gorham (6 tháng 6 năm 1786– 5 tháng 11 năm 1786)
- Arthur St. Clair (2 tháng 2 năm 1787– 4 tháng 11 năm 1787)
- Cyrus Griffin (22 tháng 1 năm 1788– 2 tháng 11 năm 1788)

## Hình ảnh

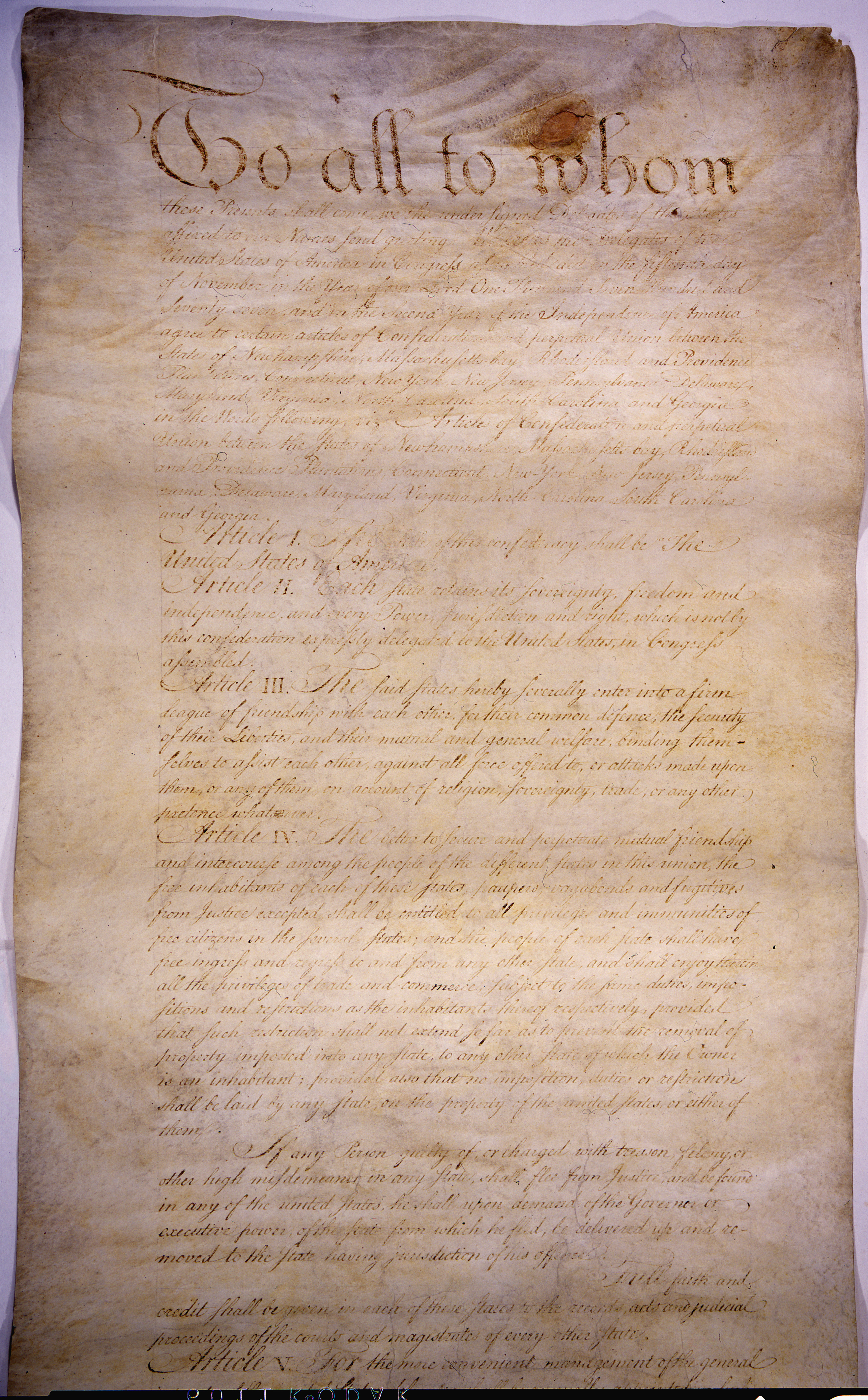
Các điều khoản Hợp bang, trang 1
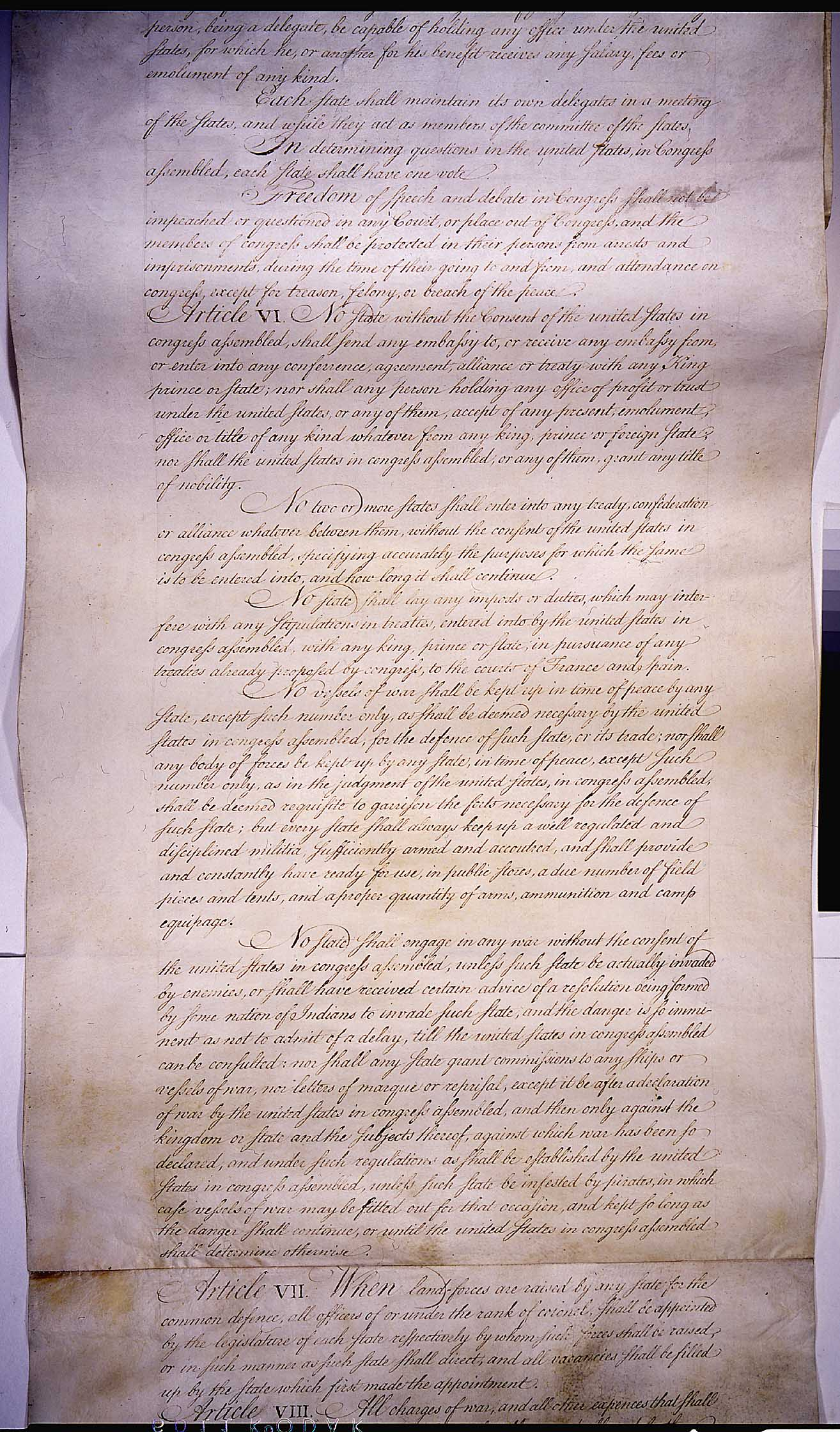
Các điều khoản Hợp bang, trang 2
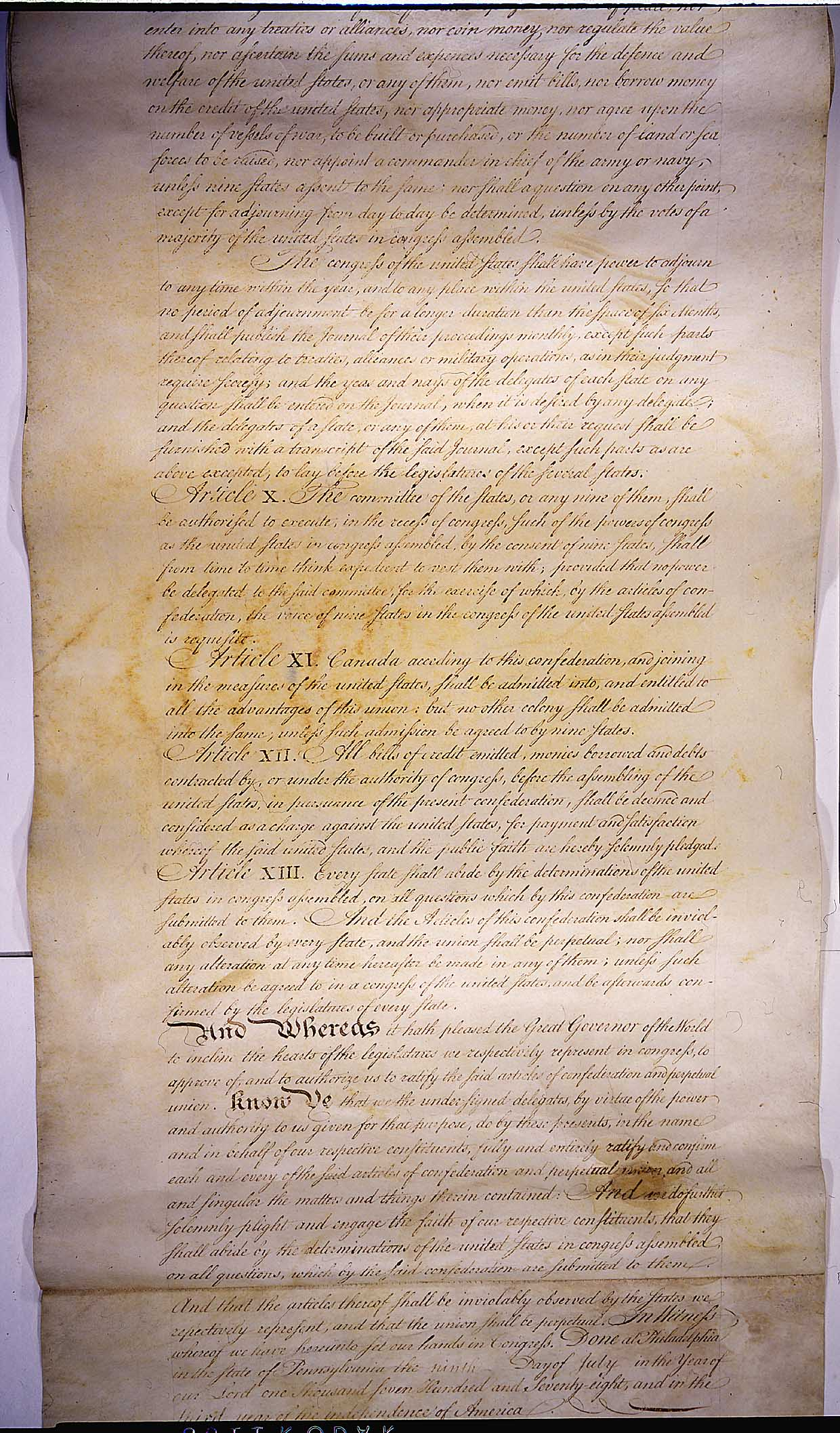
Các điều khoản Hợp bang, trang 3
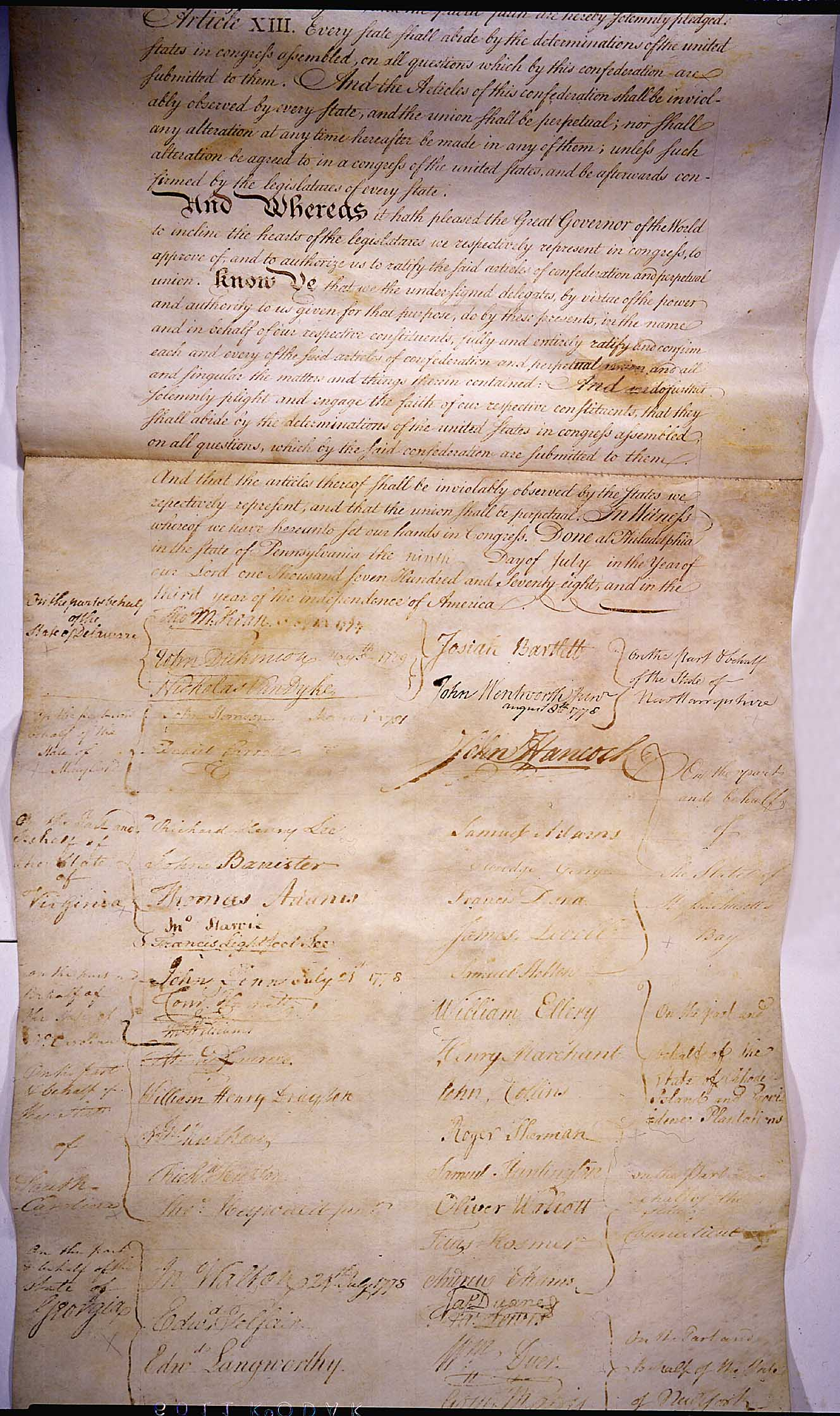
Các điều khoản Hợp bang, trang 4
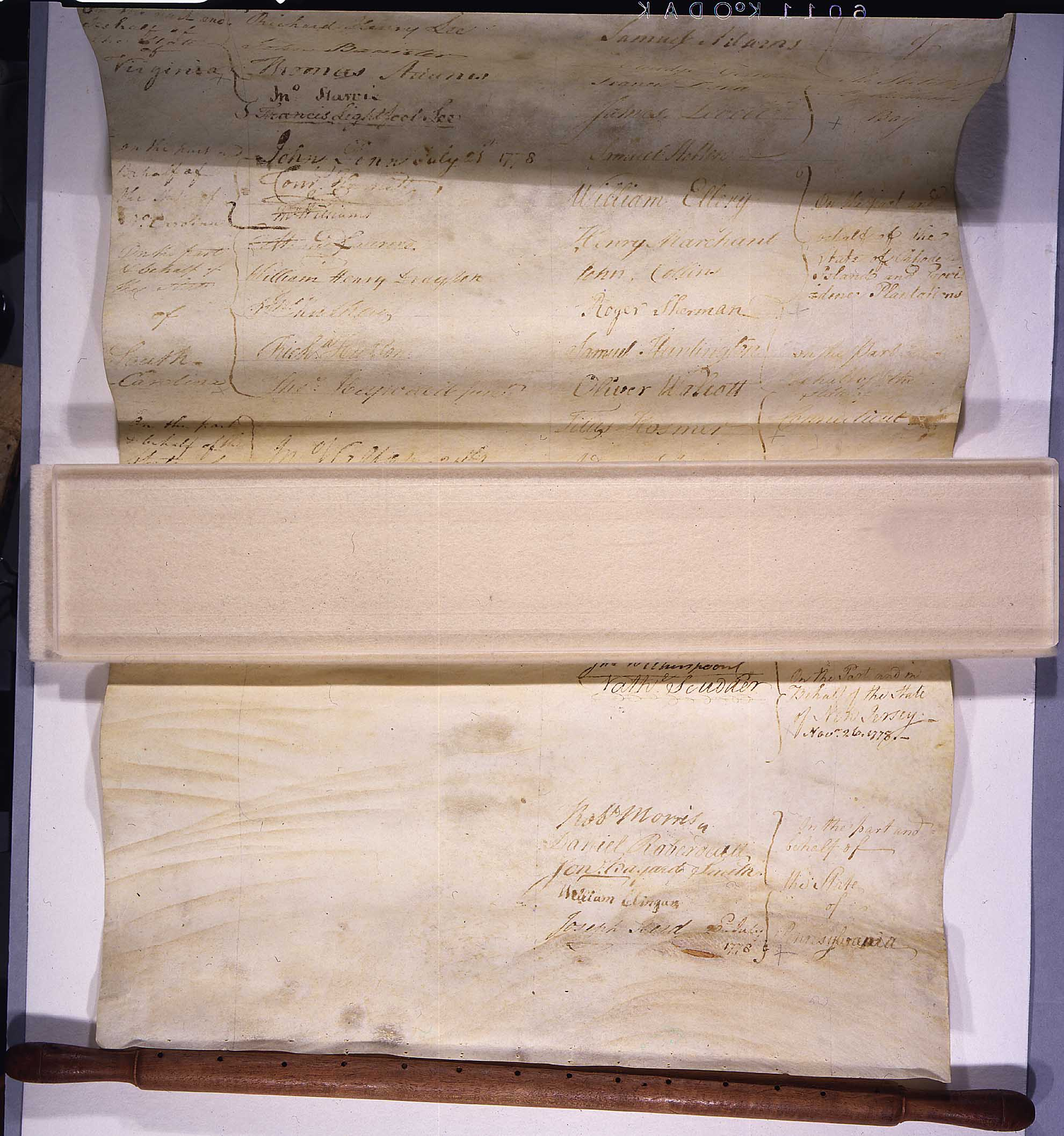
Các điều khoản Hợp bang, trang 5